# Бьори
Бьори са аристократически дружини от типа Männerbund, организирани на йерархичен принцип — вожд, старши (ветерани) и младши (новобранци). Вожд на тези формирования бил самият владетел, който се считал за пръв сред равни, а от техния състав се набирал висшия и нисшия команден състав на тюркската войска (sü). Същевременно böri образували ядрото на конницата и били нейната тежковъоръжена ударна част. В ранния период на Тюркския каганат, благодарение на тези дружини каганът крепял властта си, т.е. те били нещо като негова гвардия (подобно на личната охрана, наричана hirðir при скандинавците и truste при Меровингите), а впоследствие, след централизирането на държавата тяхната роля в това отношение намаляла. Подобни на тях са „берсерките“ и „улфхедхините“ - „мечите“ и „вълчите“ воински формирования при скандинавците; „Дружините“ в Киевска Рус през Средновековието, които се делели на старша, носеща пославянченото тюркско наименование „бояре/боляре“ (от др.-тюрк. boilar, ст.-бълг. „боили/боляри“), и младша – „гриди“ (еквивалент на скандинавското hirðir) и т.н.